# Braize
Braize település Franciaországban, Allier megyében. Lakosainak száma 259 fő (2022. január 1.). Braize Lételon, Saint-Bonnet-Tronçais, Urçay, Charenton-du-Cher, Coust és Meaulne-Vitray községekkel határos.

## Népesség
A település népességének változása:
| Lakosok száma | 326  | 275  | 257  | 276  | 285  | 277  | 257  | 259  | 260  | 259  |
|               | 1968 | 1982 | 1999 | 2006 | 2011 | 2015 | 2017 | 2018 | 2020 | 2022 |